# Шульман, Марк Михайлович
Марк Михайлович Шу́льман (бел. Марк Міхайлавіч Шульман; 21 февраля 1951) — советский и белорусский шашист, международный гроссмейстер.
Трёхкратный чемпион Белорусской ССР по шашкам-100 (1979, 1987, 1990), чемпион Белоруссии по русским шашкам (1997). Участник турнира претендентов на звание чемпиона мира по международным шашкам (Гаага, 1997), участник чемпионатов СССР по международным шашкам 1977,
1978, 1980, 1982 и 1987 годов.
Обладатель Кубка СССР 1980 года в составе сборной команды БССР.
Сын Юрий — гроссмейстер по шахматам.